# MercyMe
MercyMe - американський гурт сучасної християнської музики, заснований в Едмонді, Оклахома. До складу гурту входять вокаліст Барт Міллард, перкусіоніст Роббі Шаффер, басист Натан Кокран і гітаристи Майкл Шейхцерии і Баррі Граул.
Гурт, утворений в 1994 році, випустив шість незалежних альбомів до підписання з INO Records, у 2001 році   Гурт вперше здобув широке визнання за допомогою кросовера "I Can Only Imagine", який підняв свій дебютний альбом, Almost There, до потрійної платинової сертифікації. Відтоді гурт випустив вісім додаткових студійних альбомів (шість з яких були сертифіковані золотом) і альбом найбільших хітів, 10.  Гурт також мав 13 послідовних топ-5 синглів на Billboard Christian Songs, 7 з яких досягли числа номер  1.  MercyMe виграла 8 нагород Dove і мала багато номінацій на премію Греммі.  8 квітня 2014 року гурт випустив свій восьмий студійний альбом під назвою Welcome to the New.  Дев'ятий студійний альбом MercyMe, Lifer, вийшов 31 березня 2017 року.

## Благодійність
У 2005 році MercyMe брав участь у концерті в Белмонтському університеті з різними іншими країнами, євангельськими та сучасними християнськими художниками для людей, які постраждали від азійського цунамі.
У 2009 році MercyMe провів турне в партнерстві з компанією Compassion International і Imagine A Cure, щоб зібрати гроші, щоб допомогти дітям з діабетом через Imagine A Cure і людей з медичними потребами в усьому світі через Compassion International.

## Члени
Поточні члени
- Барт Міллард - вокал (1994 - по теперішній час)
- Натан Кохран - бас-гітара, бек-вокал (1998– по теперішній час)
- Майкл Джон Шечцер - гітари (1994 - по теперішній час)
- Робін Трой "Роббі" Шаффер - барабани, перкусія (1997 – сьогодення)
- Баррі Граул - гітари, бек-вокал (2003-по теперішній час)

Колишні члени
- Джеймс Філіп "Джим" Брайсон - клавіатури (1994–2014)
- Трент Остін - барабани (1994-1998)
- Kendall Combes - бас-гітара (1994-1998)

## Дискографія
- Pleased to Meet You (1995)
- Traces of Rain (1997)
- Traces of Rain Volume II (1998)
- The Need (1999)
- The Worship Project (1999)
- Look (2000)
- Almost There (2001)
- Spoken For (2002)
- Undone (2004)
- The Christmas Sessions (2005)
- Coming Up to Breathe (2006)
- All That Is Within Me (2007)
- The Generous Mr. Lovewell (2010)
- The Hurt &amp; The Healer (2012)
- Welcome to the New (2014)
- MercyMe, It's Christmas! (2015)
- Lifer (2017)
- inhale (exhale) (2021)

## Нагороди та нагороди
GMA Dove Awards 
- 2002 Пісня року - "Я можу тільки уявити"
- 2002 Поп / Сучасна пісня року - "Я можу тільки уявити"
- 2004 Пісня року - "Слово Боже говорить"
- 2004 Виконавець року
- Група 2004 року
- 2004 Поп / Сучасна пісня року - "Слово Боже говорить"
- 2005 Поп / Сучасний альбом року - Скасовано
- 2005 Спеціальний альбом року - Страсті Христа: Пісні

Нагороди ASCAP
- 2003 Барт Міллард отримав звання Християнського композитора року на 25-й щорічній нагороді християнської музики ASCAP.

Американські музичні нагороди
- 2004 Улюблений сучасний художник, що надихає [3]
- 2010 Улюблений сучасний художник, що надихає [5]